# 열원충과
열원충과(Plasmodiidae)는 정단복합체충문에 속하는 기생 원생생물과의 하나이다. 말라리아를 일으키는 병원충인 말라리아원충이 속한 열원충속을 포함하고 있다. 이 속은 1903년에 메스닐(Mesnil)이 명명했다. 혈구포자충목에 속하는 4개 과의 하나이다.

## 하위 속
- Bioccala Landau et al 1984
- Biguetiella Landau et al 1984
- Billbraya Paperna & Landau 1990
- Dionisia Landau et al 1980
- Hepatocystis Miller 1908
- Mesnilium Misra, Haldar & Chakravarty 1972
- Nycteria Garnham and Heisch 1953
- 열원충속 (Plasmodium) Marchiafava & Celli 1885
- Polychromophilus Landau et al 1984
- Rayella Dasgupta 1967
- Saurocytozoon Lainson & Shaw 1969
- Vetufebrus Poinar 2011